# Wohnhaus Schlüter Straße 91
Das Wohnhaus Schlüter Straße 91 in Berne-Schlüte an der Ollen stammt vom Anfang des 20. Jahrhunderts.
Aktuell (2023) wird es als Wohnhaus genutzt.
Das Gebäude steht unter Denkmalschutz (siehe auch Liste der Baudenkmale in Berne).

## Beschreibung
Das eingeschossige traufständige verputzte Wohnhaus auf einem Kellergeschoss, mit Drempel, Satteldach, linkem Eingang mit Freitreppe, Giebelrisalit sowie profilierten Fensterrahmungen, Quaderung des Sockels, Kantenquaderung und geschossteilenden Gesimsen stammt von um 1905.
Die sehr differenzierte Villa mit Nebenanlagen steht auf einem großen Grundstück an der Unteren Ollen und gehört zu einer Gruppe von Villen (Hofanlage Schlüter Straße 85, Wohnhäuser Nr. 89 und Nr. 95).
Das Landesdenkmalamt befand: „ … geschichtliche Bedeutung … als Teil der Gruppe ‚Villen Schlüter Straße‘ … .“